# Zzyzx Rd.
Zzyzx Rd. è un singolo del gruppo musicale statunitense Stone Sour, pubblicato il 9 ottobre 2007 come quarto estratto dal secondo album in studio Come What(ever) May.
Nel 2016 il singolo è stato pubblicato nel formato musicassetta.

## Video musicale
Il 5 dicembre 2016 il gruppo, in occasione del decimo anniversario dell'album, ha pubblicato il videoclip della versione acustica del brano.

## Tracce
CD promozionale (Europa, Stati Uniti)
1. Zzyzx Rd. (Edit) – 3:58
2. Zzyzx Rd. (Original Version) – 5:13

MC (Stati Uniti)
- Lato A

1. Zzyzx Rd. (Original Version) – 5:25

- Lato B

1. Zzyzx Rd. (Acoustic) – 5:15

## Formazione
Gruppo
- Corey Taylor – voce
- James Root – chitarra
- Josh Rand – chitarra
- Shawn Economaki – basso
- Roy Mayorga – batteria

Altri musicisti
- Rami Jaffee – pianoforte

Produzione
- Nick Raskulinecz – produzione, ingegneria del suono
- Mike Terry, Paul Fig – ingegneria del suono
- John Lousteau – ingegneria del suono secondaria
- Randy Staub – missaggio
- Rob Stefanson – assistenza al missaggio

## Classifiche
| Classifica (2007)             | Posizione massima |
| ----------------------------- | ----------------- |
| Stati Uniti (mainstream rock) | 29                |